# Giovanni Gronchi

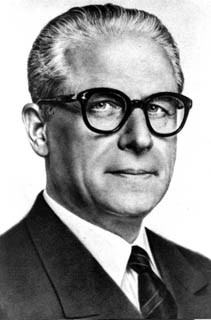
Giovanni Gronchi

Giovanni Gronchi (* 10. September 1887 in Pontedera, Toskana; † 17. Oktober 1978 in Rom) war von 1955 bis 1962 der dritte Präsident der Italienischen Republik.

## Leben
Gronchis Mutter starb, als er sechs Jahre alt war. Als Sohn eines kaufmännischen Angestellten wuchs er in einfachen Verhältnissen auf. Seine höhere Schulausbildung und das Universitätsstudium in Pisa finanzierte er mit verschiedenen Nebentätigkeiten. Nach dem Abschluss der Scuola Normale Superiore in Pisa arbeitete Gronchi als Lehrer in einigen norditalienischen Städten.
Seit 1902 interessierte sich Gronchi als praktizierender Katholik für die modernistische Bewegung des Theologen Romolo Murri, dessen Lega democratica nazionale Gronchi 1905 beitrat. Wie sein Mentor war Gronchi für den Eintritt Italiens in den Ersten Weltkrieg, was ihn mit anderen katholisch orientierten Politikern in Konflikt brachte. Als Kriegsfreiwilliger und Infanterieoffizier zeichnete sich Gronchi an der Front mehrfach aus und erhielt zwei bronzene und eine silberne Tapferkeitsmedaille.
Anfang 1919 wurde in Rom die katholische Volkspartei Partito Popolare Italiano von Don Luigi Sturzo gegründet. Zu den Gründungsmitgliedern zählte Giovanni Gronchi, der bei der Parlamentswahl in Italien 1919 einen Sitz in der Abgeordnetenkammer errang und dann bei den vorgezogenen Wahlen von 1921 die Zahl seiner Wählerstimmen fast vervierfachen konnte. Im April 1920 wurde er auch zum Generalsekretär der katholisch orientierten Gewerkschaft CLC gewählt. Trotz seiner expliziten Kritik an faschistischen Gewaltexzessen wurde er von Benito Mussolini Ende Oktober 1922 in dessen Regierung berufen als Staatssekretär im Ministerium für Industrie und Handel, was Gronchi zunächst wiederum in Gegensatz zu etlichen Parteikollegen brachte. Nach dem PPI-Parteikongress in Turin wurden im April 1923 alle PPI-Politiker aus der Regierung entfernt. Bis Mai 1924 blieb Gronchi im Parteivorstand. Im Jahr 1924 erneut die Abgeordnetenkammer gewählt, schloss sich Gronchi nach der Ermordung des sozialistischen Abgeordneten Giacomo Matteotti den Aventinianern an, einer antifaschistischen Gruppierung von Oppositionspolitikern verschiedener Parteien. Mit der Schaffung eines Einparteiensystems durch Mussolini verlor Gronchi Ende 1926 seinen Parlamentssitz und zog sich bis 1942 aus der Politik zurück. Cecilia Comparini, die Gronchi 1913 geheiratet hatte, verstarb bereits 1925; Gronchi zog zu seiner Schwester nach Mailand, wo er während der faschistischen Zeit blieb und sich als Unternehmer betätigte. Daneben befasste er sich intensiv mit den ökonomischen und politischen Ideen von John Maynard Keynes, die er nach dem Ende des Faschismus verfocht. 1941 heiratete er die 25 Jahre jüngere Carla Bissatini.
Während des Zweiten Weltkriegs wurde Gronchi Mitglied des nationalen Befreiungskomitees CLN und bereitete unter anderem mit Alcide De Gasperi die Wiedergründung der PPI unter dem neuen Namen Democrazia Cristiana vor. Am 3. Juni 1944, einen Tag vor der Befreiung Roms, hatte Gronchi eine federführende Rolle beim Abschluss des sogenannten Römischen Pakts, mit dem alle antifaschistischen Gewerkschaften in der Confederazione Generale Italiana del Lavoro zusammengeschlossen wurden, in der er bis zu deren definitiver Spaltung im Jahr 1948 eine führende Rolle spielte. Von 1944 bis 1946 war er Minister für Industrie und Handel. Von 1946 bis 1948 war Gronchi DC-Fraktionsvorsitzender in der Assemblea Costituente, der Verfassunggebenden Versammlung der 1946 ausgerufenen Italienischen Republik. Kurz nach den Parlamentswahlen in Italien 1948, bei der die Democrazia Cristiana die absolute Mehrheit der Sitze erlangte, wurde Gronchi zum Präsidenten der Abgeordnetenkammer gewählt, ein Amt, das er bis zu seinem Amtsantritt als Staatspräsident im Jahr 1955 behielt.
Gronchi gehörte zum linken Flügel der DC, den er lange Zeit de facto anführte. Als die Vereinigten Staaten als Gegenleistung für Wirtschaftshilfen den Ausschluss von Kommunisten und Sozialisten aus der Regierung forderten, welche von Ministerpräsident De Gasperi trotz der absoluten Mehrheit seiner Partei an der Regierung beteiligt worden waren, sprach sich Gronchi gegen die Abmachung aus. Einen Beitritt Italiens zur NATO befürwortete er nicht. Trotz seines Amtes als Präsident der Abgeordnetenkammer verbreitete er seine politischen Ansichten immer wieder in der Parteizeitschrift Politica sociale und auch in der Zeitung La libertà.

## Staatspräsident

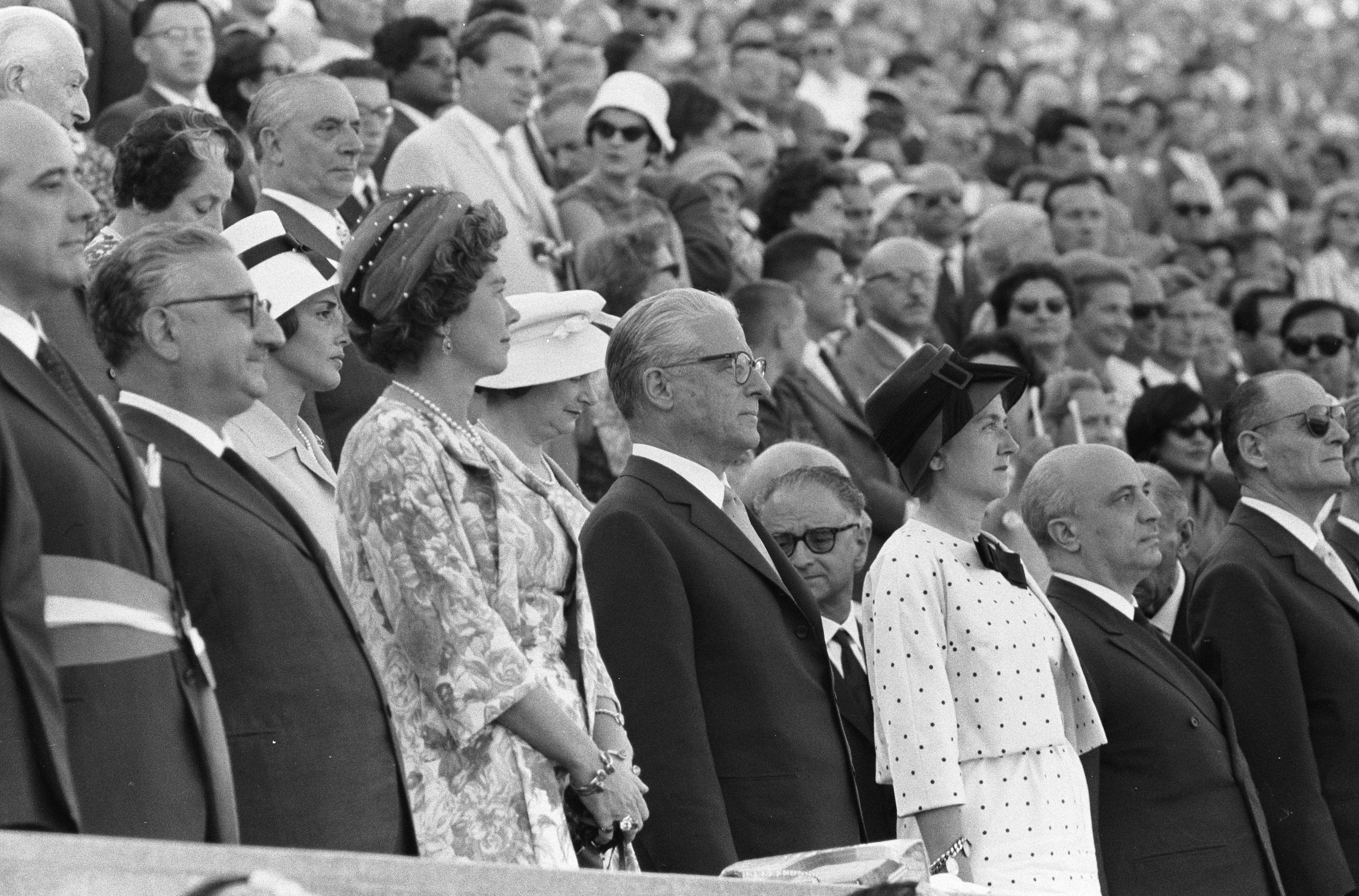
Präsident Gronchi (Mitte) bei den Olympischen Spielen 1960 in Rom

Innerparteiliche Querelen ebneten Gronchi den Weg in den Quirinalspalast. Die vom Parteivorstand der DC angeregte Kandidatur von Senatspräsident Cesare Merzagora erwies sich als erfolglos und so wurde Gronchi als Kompromisskandidat am 29. April 1955 vom Parlament im vierten Wahlgang mit 658 von 883 abgegebenen Stimmen zum Präsidenten der Republik gewählt. Kommunisten und Sozialisten erinnerten sich noch an Gronchis Haltung anlässlich ihres Ausschlusses aus der Regierung; sie versprachen sich von ihm andere außenpolitische Akzente und, besonders die Sozialisten, eine Unterstützung für eine erneute Regierungsbeteiligung. In der Außenpolitik war Gronchi trotz seiner eher repräsentativen Funktionen besonders aktiv, insbesondere im Vergleich zu seinem Vorgänger Luigi Einaudi, der auch aus Protest gegen die als ungerecht empfundenen Friedensbedingungen (besonders die Gebietsabtretungen im Nordosten) ganz auf Auslandsreisen verzichtet hatte (Vatikan ausgenommen). In den Vereinigten Staaten wurde Gronchi 1956 wegen seiner politischen Ansichten mit Misstrauen empfangen, dann aber mit großem Wohlwollen verabschiedet. Bei einem Besuch in Moskau erwiesen sich die politischen Gegensätze zwischen ihm und Nikita Sergejewitsch Chruschtschow als unüberwindbar. Von Bedeutung waren auch Besuche in Frankreich, in der BR Deutschland, im Iran, in der Türkei und im Vereinigten Königreich. Gronchi war das erste italienische Staatsoberhaupt, das lateinamerikanische Staaten besuchte. Innenpolitisch verlangte er umgehend die Einrichtung des von der Verfassung vorgesehenen Verfassungsgerichtshofs und des Selbstverwaltungsorgans der Richter und Staatsanwälte CSM. Er setzte sich auch für die noch ausstehende Regionalisierung Italiens ein, die, ebenfalls von der Verfassung vorgesehen, erst 1970 vollständig umgesetzt wurde. Zahlreiche Inlandsreisen und soziale Initiativen zeugen von seinem Interesse am Wiederaufbau des Landes nach der desaströsen italienischen Kriegsbeteiligung. Dazu gehörte auch der per Dekret angeordnete Neubau eines Präsidialsitzes, der Villa del Gombo im Parco naturale di Migliarino, San Rossore, Massaciuccoli. Gegen die politische Instabilität im Inneren konnte er wenig ausrichten; sie verleitete ihn mehrmals zu politischen Initiativen und Stellungnahmen, die eher zum Zuständigkeitsbereich von Regierung und Parlament gehörten.
Mit Ende der Amtszeit als Präsident der Republik wurde Gronchi von Rechts wegen Senator auf Lebenszeit. Er trat im Senat der gemischten Fraktion bei, weil er sich mit der Politik der Christdemokraten nicht mehr identifizieren konnte. Er nahm nur selten an Senatssitzungen teil; in seinen letzten Lebensjahren galt sein Interesse mehr der Kunst und der Kultur. Gronchi starb 1978 in Rom mit 91 Jahren.
Giovanni Gronchi führte als Staatspräsident folgende offizielle Auslandsreisen durch:
- 1955: Vatikanstadt
- 1956: Vereinigte Staaten und Kanada, Frankreich, Schweiz, BR Deutschland
- 1957: Iran, Türkei
- 1958: Vereinigtes Königreich, Brasilien
- 1959: Vatikanstadt
- 1960: Sowjetunion
- 1961: Südamerikareise vom 7. bis zum 20. April nach Peru, Argentinien, Uruguay und Brasilien
- 1962: Schweiz

## Auszeichnungen
Als Staatspräsident war Gronchi Chef des Verdienstordens der Italienischen Republik und drei weiterer Verdienstorden Italiens. Im Ersten Weltkrieg erhielt er drei Tapferkeitsmedaillen und zwei Kriegsverdienstkreuze, im Jahr 1965 eine Verdienstmedaille für Bildung, Kunst und Kultur.
Als Staatspräsident erhielt Gronchi von anderen Staaten oder Völkerrechtssubjekten folgende Auszeichnungen (Auswahl):
- 1955: Ritter vom Goldenen Sporn (Collane)[4]
- 1956: Sonderstufe des Großkreuzes des Verdienstordens der Bundesrepublik Deutschland
- 1958: Großkreuz des britischen Order of the Bath
- 1959: Ritter des Christusordens (Collane)[5]
- 1960: Collane des Finnischen Ordens der Weißen Rose